# Evania parvula
Evania parvula är en stekelart som beskrevs av Jean-Jacques Kieffer 1904. Evania parvula ingår i släktet Evania och familjen hungersteklar. Inga underarter finns listade i Catalogue of Life.